# Býjarsker
Býjarsker är en strand i republiken Island.   Den ligger i regionen Suðurnes, i den västra delen av landet, 40 km väster om huvudstaden Reykjavík.
Inlandsklimat råder i trakten. Årsmedeltemperaturen i trakten är 2 °C. Den varmaste månaden är juni, då medeltemperaturen är 12 °C, och den kallaste är december, med −4 °C.